# 1987年大韩民国宪法公投
1987年10月28日，大韩民国进行了宪法公投。投票率为78.2%，宪法修改得到了94.4%的赞成票。
本次公投为韩国历史上赞成率最高的公投结果，是韩国自1948年制宪以来第九次宪法修改，并公布了第六共和国宪法，此次修宪为韩国宪政史上首次得到朝野一致同意。

## 宪法修正案主要内容
恢复总统直选制度，总统任期由7年缩短至5年（任期一届，不得连选连任），取消解散国会的权利。规定军队的政治中立，加强基本权利，保障言论、出版、集会和结社的自由，禁止审查制度。

## 结果
| 选项                  | 票数       | %    |
| --------------------- | ---------- | ---- |
| 同意                  | 18,640,625 | 94.4 |
| 不同意                | 1,092,702  | 5.6  |
| 无效或空白票          | 295,345    | –    |
| 总票数                | 20,028,672 | 100  |
| 登记选民/投票率       | 25,619,648 | 78.2 |
| Source: Nohlen et al. |            |      |